# Экспоненциальный рост

Линейная (красная), степенная (синяя) и экспоненциальная (зелёная) зависимости

Экспоненциальный рост — возрастание величины, когда скорость роста пропорциональна значению самой величины. Подчиняется экспоненциальному закону. Экспоненциальный рост противопоставляется более медленным (на достаточно длинном промежутке времени) линейной или степенной зависимостям. В случае дискретной области определения с равными интервалами его ещё называют геометрическим ростом или геометрическим распадом (значения функции образуют геометрическую прогрессию). Экспоненциальная модель роста также известна как мальтузианская модель роста.

## Свойства
Для любой экспоненциально растущей величины чем большее значение она принимает, тем быстрее растёт. Также это означает, что величина зависимой переменной и скорость её роста прямо пропорциональны. Но при этом, в отличие от гиперболической, экспоненциальная кривая никогда не уходит в бесконечность за конечный промежуток времени.
Экспоненциальный рост в итоге оказывается более быстрым, чем любой степенной и, тем более, любой линейный рост.

## Математическая запись
Экспоненциальный рост описывается дифференциальным уравнением:
{\displaystyle {\frac {dx}{dt}}=kx}
Решение этого дифференциального уравнения — показательная функция (при {\displaystyle a=1} и {\displaystyle k=1} она является экспонентой или, чтобы не вызывать разночтений, натуральной экспонентой):
{\displaystyle x=ae^{kt}}

## Примеры
Примером экспоненциального роста может быть рост числа бактерий в колонии до наступления ограничения ресурсов. Другим примером экспоненциального роста являются сложные проценты.